# Cyclophora nigrosubroseata
Cyclophora nigrosubroseata är en fjärilsart som beskrevs av Thomas E. Bowman III 1917. Cyclophora nigrosubroseata ingår i släktet Cyclophora och familjen mätare. Inga underarter finns listade i Catalogue of Life.